# Петухов Денис Анатолійович
Дени́с Анато́лійович Петухо́в (1988—2014) — капітан-лейтенант (посмертно), Державна прикордонна служба України, учасник російсько-української війни.

## Життєпис
Народився 1988 року в місті Одеса (також зазначається місто Армянськ у Криму). Закінчив Академію Військово-Морських сил імені П. Нахімова. З початком бойових дій долучився до охорони морського рубежу на катерах Маріупольського загону Морської охорони в акваторії Азовського моря. Командир катера, Маріупольський загін морської охорони.
Зник безвісти в Азовському морі за 3 милі від берега біля села Безіменне Новоазовського району — приблизно о 15:10 проросійські терористи обстріляли катери ДПСУ BG-119 «Гриф» і «Калкан». Тоді ж загинув матрос Богдан Тіщенко. На «Грифі» виникла пожежа, після чого він затонув. Під час пошуково-рятувальної операції з води дістали вісьмох моряків, сім — із пораненнями.
Тіло лейтенанта Петухова не знайдено.

## Нагороди
За особисту мужність і героїзм, виявлені у захисті державного суверенітету та територіальної цілісності України, вірність військовій присязі під час російсько-української війни
- нагороджений орденом «За мужність» III ступеня (9.4.2015, посмертно).